# Lindenau (Brandenburgia)
Lindenau – gmina w Niemczech w kraju związkowym Brandenburgia, w powiecie Oberspreewald-Lausitz, wchodzi w skład urzędu Ortrand.